# Haha (stamområde)
Haha är ett stamområde i Marocko.   Det ligger i regionen Marrakech-Safi, 400 km sydväst om huvudstaden Rabat.